# Arne Aus den Ruthen Haag
Arne Sidney aus den Ruthen Haag (Ciudad de México, 24 de noviembre de 1971) es un empresario, político y activista mexicano.

## Biografía
Hijo de Adela Haag García y Arne Rudolf aus den Ruthen Burmeister. Cursó sus estudios en la Universidad Iberoamericana y se graduó como Licenciado en Ingeniería Industrial; también obtuvo el título de Maestría en el Instituto Panamericano de Alta Dirección (IPADE).

## Carrera profesional
Ha ocupado cargos públicos, entre ellos destaca su ocupación de diputado a la Asamblea Legislativa de la Ciudad de México en dos ocasiones: titular en 1997 y como suplente en el 2006; además de su puesto como Jefe delegacional de la alcaldía Miguel Hidalgo en el periodo 2000 a 2003.
En este sentido, aus den Ruthen trabajó estrechamente con representantes políticos. En 2008, encabezando el equipo de asesores del entonces Secretario de Gobernación, Juan Camilo Mouriño. Y en 2015 formando parte del equipo de Xóchitl Gálvez cuando fue delegada en la Miguel Hidalgo; ejerciendo el cargo de director general de administración, también conocido como "City Manager".

### Área política
Durante su gestión como delegado en Miguel Hidalgo, abanderado por el Partido Acción Nacional (PAN), aus den Ruthen Haag expresó la necesidad de limpiar la demarcación de sus vendedores ambulantes y procedió con un plan para reubicarlos en plazas comerciales previstas. Al no llegar a un acuerdo con los vendedores, se presentó en el lugar para notificarles el retiro, resguardado por agentes de policía. Los ambulantes se enfrentaron a la policía, lo que derivó en una trifulca con un saldo de 10 heridos y algunos intoxicados con gas lacrimógeno. aus den Ruthen Haag protestó varias veces contra el entonces jefe de gobierno capitalino, Andrés Manuel López Obrador, acusándolo de no apoyar su programa de reubicación de ambulantes y otras iniciativas en la delegación.
En 2002, tras acumular una serie de denuncias por parte de la bancada del Partido de la Revolución Democrática en la asamblea legislativa, fue acusado de beneficiar a una empresa vinculada a sus compañeros panistas e inhabilitada por el gobierno capitalino, al comprarle un lote de botas con sobrecosto y sin licitación de por medio, violando la Ley de Adquisiciones. Al respecto, aus den Ruthen compareció ante la Comisión de Administración Pública Local de la Asamblea Legislativa señalando que la acusación no procedió. Ese mismo año, Ruthen Haag fue acusado públicamente de actos de nepotismo tras haber contratado a su esposa, Marcela Smeke Rodríguez, como asesora de la delegación con un sueldo de 18 000 pesos mexicanos al mes y pese a la inconformidad de los trabajadores delegacionales. aus den Ruthen negó las acusaciones.

### City managerde Miguel Hidalgo
Aus den Ruthen renunció al PAN el 11 de abril de 2011, después de 17 años de militancia, acusando al partido de estar cada vez más cerrado a la crítica interna. Sin embargo, algunos panistas asentaron que su renuncia se debió a que el partido lo ubicó en el último lugar en la lista de precandidatos a la jefatura de gobierno. En 2015 se postuló como candidato independiente a delegado de Miguel Hidalgo, siendo derrotado por la panista Xóchitl Gálvez, quien le ofreció el cargo de director general de Administración Delegacional ("City Manager") al iniciar su gestión al frente de la demarcación.
Hasta el 23 de junio de 2016 se desempeñó como city manager en Miguel Hidalgo. Bajo su responsabilidad se encuentran las Direcciones Ejecutivas de Servicios Urbanos, Obras Públicas, Desarrollo Social, así como de Modernización Administrativa, Prevención del Delito, Coordinación de Gestión e Indicadores y la operación de Protección Civil. Este cargo fue aprobado mediante el Decreto por el que se reforman, adicionan y derogan diversas disposiciones del Reglamento Interior de la Administración Pública del Distrito Federal, publicado en la Gaceta Oficial de la Ciudad de México el 15 de enero de 2016.
Durante su gestión como city manager, Ruthen Haag fue criticado por sus operativos videograbados en tiempo real a través de la plataforma virtual Periscope, en contra de ciudadanos y autoridades que indebidamente se apropian de espacios públicos. Aunque la controversia por estos operativos exhibió el vacío legal sobre el uso de nuevas tecnologías en el ejercicio del servicio público, el Instituto de Acceso a la Información Pública y Protección de Datos Personales (InfoDF) ratificó las acusaciones contra Arne aus den Ruthen por violación de derechos humanos, específicamente al derecho a la privacidad. Ante la posibilidad de censura la sociedad civil exigió reglas claras para el uso de nuevas tecnologías. InfoDF se abocó a la redacción de un protocolo aplicable, presentando un borrador el 15 de marzo de 2016, pero se detuvo el trabajo indefinidamente el 30 de marzo de 2016, sin que se haya publicado nada oficialmente.
Tras pedir licencia al cargo, Ruthen Haag fue acusado de haber incluido a trabajadores de sus empresas en la nómina de Miguel Hidalgo, incurriendo en conflicto de interés. De hecho, la actual city manager delegacional, Amada Rodríguez Ibarra, formaba parte del consejo de administración de una compañía de Ruthen cuya sede fue clausurada por las autoridades capitalinas (véase Juicio por verificación administrativa a continuación). Al menos otros tres excolaboradores de Ruthen Haag en sus negocios personales trabajan hoy como empleados delegacionales de confianza. aus den Ruthen confirmó posteriormente la incorporación de los extrabajadores de sus compañías familiares a la administración delegacional.

### Juicio por verificación administrativa
El 22 de junio de 2016, el Instituto de Verificación Administrativa (Invea) clausuró un edificio de oficinas de una empresa farmacéutica propiedad de familiares de Ruthen Haag que se encontraba en remodelación de fachadas y acabados, por una presunta violación de uso del suelo al tener 7 niveles en la delegación Miguel Hidalgo. aus den Ruthen denunció que la clausura fue resultado de una venganza personal del titular del Invea, Meyer Klip Gervitz, luego de que días antes Ruthen pidiera la remisión a juzgado cívico de un infractor, vecino de Meyer Klip, en la colonia Lomas de Chapultepec. aus den Ruthen presentó toda la documentación del edificio en redes sociales, indicando que fue construido décadas antes de la entrada en vigor de la reglamentación que limita a 3 pisos las edificaciones en la zona.
Por estos hechos, Arne aus den Ruthen Haag renunció temporalmente a su cargo y denunció formalmente al funcionario capitalino por tráfico de influencias. El caso sigue detenido y aus den Ruthen declaró que se reintegraría a su cargo en Miguel Hidalgo cuando la resolución del Tribunal de lo Contencioso Administrativo del Distrito Federal fallara en su favor.

## Activismo
Después de dejar su cargo como City Manager, Arne Sydney aus den Ruthen se ha dedicado a velar por el cumplimiento de las normas de convivencia. Encabezó el surgimiento de las brigadas llamadas Poder Antigandalla, las cuales realizan operaciones de liberación de banquetas y espacios públicos en algunas colonias de la Ciudad de México. Actualmente, hay voluntarios organizados en muchas ciudades de México liberando banquetas y vialidades de obstáculos y vehículos que los ocupan violando los reglamentos locales. Poder Antigandalla ha protagonizado diferencias públicas, algunas de los cuales están documentados en internet.
Este movimiento social ha generado críticas favor y en contra. Oposición de personas, negocios e instituciones, preocupados por el espíritu justiciero de aus den Ruthen y sus seguidores, pero al mismo tiempo más gente decide unirse a las brigadas con el fin de erradicar el emplazamiento indebido de las calles por muebles mostrencos. Arne aus den Ruthen y algunos voluntarios han sido presentados ante jueces cívicos y ministerios públicos en diferentes ocasiones por el retiro de obstáculos en la vía pública, en cuyos casos siempre resultaron absueltos debido a que los actos no infringían directamente nada que estuviese estipulado por la ley de México.

## Controversias
En enero de 2018, Arne aus den Ruthen publicó la fotografía de un joven que había estado desaparecido, haciendo mofa de su aspecto moreno y pobre, así como de sus heridas. El comentario dio pie a diversas críticas por parte de la sociedad, que reprobó las burlas de aus den Ruthen.
Durante una manifestación, él y otros miembros de la brigada llevaron a cabo una protesta enérgica al lanzar pañales sucios hacia la sede nacional del PRI, ubicada en la delegación Cuauhtémoc. Para llevar a cabo esta acción, utilizaron resorteras de largo alcance desde la acera opuesta al edificio de la delegación.
Este acto llamativo y polémico capturó la atención de los medios y la opinión pública, y fue uno de los momentos emblemáticos en la biografía de Arne Aus den Ruthen Haag.